# Fontaine d'Eure

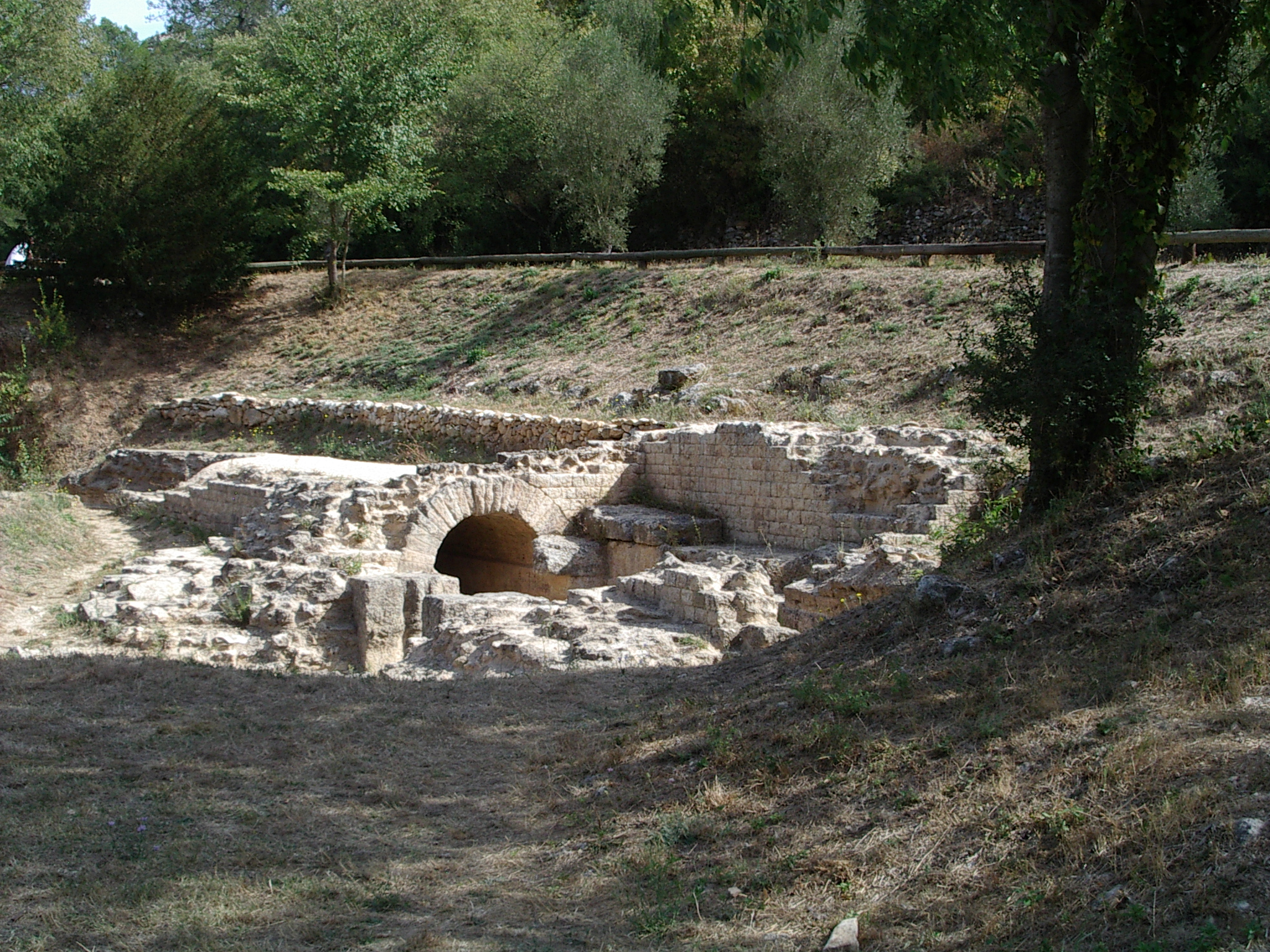
Bassin de régulation de l'aqueduc romain dans la vallée de l'Eure

Parcours de l'aqueduc romain de Nîmes depuis la fontaine d'Eure

La fontaine d'Eure (fontes urae) est un groupe d'une dizaine de sources pérennes, situées à quelques kilomètres au nord-est d'Uzès, sur la rive gauche de l'Alzon. Ce sont des exsurgences qui servent d'exutoire à une nappe aquifère contenue dans le massif calcaire voisin. Elles ont aujourd'hui un débit moyen de 380 litres par seconde qui est toutefois très irrégulier (de 150 à 1 300 litres par seconde).
Au Ier siècle, les Romains captèrent les eaux de la fontaine d'Eure pour approvisionner Nîmes : elles y étaient conduites par un aqueduc d'une cinquantaine de kilomètres qui traversait le Gardon sur le pont du Gard. L'ouvrage cessa de fonctionner définitivement au VIe siècle. 
La fontaine d'Eure sert à présent à l'adduction en eau potable de la ville d'Uzès grâce à deux forages pratiqués en 1990 et 1992, prélevant un débit d'environ 3 900 m3 par jour (environ 45 litres par seconde).